# Fiorella Ghilardotti
Fiorella Ghilardotti (n. 25 iunie 1946, Castelverde – d. 13 septembrie 2005, Milano) a fost un lider sindical și un politician italian, membru al Parlamentului European în perioada 1999 - 2004 din partea Italiei.
1. ↑  Deputații în Parlamentul European